# アーマー鉄道事故
アーマー鉄道事故（アーマーてつどうじこ、英語: Armagh rail disaster）は、1889年6月12日にアイルランド島北東部アルスター地方のアーマー近郊で発生した鉄道事故である。当時のアイルランド島は全島がグレートブリテン及びアイルランド連合王国（イギリス）の領土であったが、事故現場はアイルランド独立後もイギリス領として残った北アイルランドにある。
教会学校が貸し切った、とても混雑した遠足用の列車が急勾配に差し掛かり、牽引した蒸気機関車は坂を登り切ることができず、立ち往生した。乗務員らは列車を分割して、前半部分を先に進め、本線上に列車の後半部分を残していくことにした。この後半部分の列車にかけられたブレーキが不適切であったため、勾配を逆行して後続列車と衝突した。
80人が死亡し、260人が負傷し、そのうち約3分の1は子供であった。19世紀にイギリスで起きた鉄道事故としては最悪であり、アイルランド島の鉄道で起きた事故としては現在でも依然として最悪である。2019年3月現在イギリスの鉄道で起きた事故としては4番目の規模である。
当時としてはヨーロッパでも最悪の鉄道事故であり、イギリスにおいて様々な安全措置が法的な義務となる直接の要因となった。導入された措置だけではなく、それまで鉄道会社の任意に委ねられていた安全上の措置について、政府がより直接的に干渉するようになったという点でも重要である。

## 事故の状況

### 遠足の準備
アーマーの教会学校は、約24マイル（約38キロメートル）の距離にある海沿いのリゾート地、ウォーレンポイントへの日帰りの遠足を企画した。約800人の旅客を運ぶため、グレート・ノーザン鉄道の臨時列車が準備された。運行経路上には急勾配や急カーブがあり、アーマー駅からの最初の2.5マイル（約4キロメートル）には82分の1（12.2パーミル）から75分の1（13.3パーミル）に達する連続急勾配があった。これ以外の経路上では、70.2分の1（14.2パーミル）の勾配もあった。
800人に及ぶ遠足客を運ぶ臨時列車用の車両を要求されたダンドークの機関区は、15両の客車を四輪連結式の機関車（車軸配置2-4-0）に牽引させて送ったが、このうちの13両のみを使って臨時列車を組成するように機関士に指示していた。見込んでいたよりも多くの乗客がいたことから、アーマー駅の駅長は、送られてきた15両の客車すべてを使うと決定した。機関士は、臨時列車の運転経路をこれまでに1回も運転したことがなく（過去に機関助士だったころに臨時列車を運転したことがあるだけであった）、臨時列車は最大で13両で構成すると指示されていると述べて、アーマー駅長の決定に反対した。機関士によれば、
駅長は「私はそんな指示をあなたに書いたことはない」と返答した。私は「コーワンさん（会社のゼネラルマネージャー）が書いたんだ」と返したが、駅長は「ここに来た機関士で、臨時列車の運転に関してごちゃごちゃ言った奴はいないぞ」と言い、私は「なぜダンドークに適切な指示を送らなかったんだ、そうすれば私はより適切な六輪連結の機関車を運転してきたのに」と答えたが、それ以上は反論せず、プラットホームから降りて去った。これが列車が出発する約10分前のことだった。—事故報告書、トーマス・マクグラスの証言
他の2人の目撃者は、機関士が、客車を増結するなら補助機関車を連結するよう要求したが、機関車がないとして駅長に拒否されたのを見ている。しかし機関士は、会社の上司を通じたさらなる証言でこれを否定している。駅長の証言によれば、この時の議論は到着した機関車に客車を増結して15両にすることに関するものだったとしている。ゼネラルマネージャーの主任助手がこの臨時列車に乗務することになっており、彼は臨時列車の20分後に続行してくることになっていた定期列車の機関車に、勾配を登る後押しをさせることができる、あるいは一部の客車を残していって定期列車に連結して運行させることもできると示唆した。駅長を交えた議論をしたが、機関士はそうした支援を拒否することにした。
このため、臨時列車は15両で構成され、約940人の旅客を乗せて出発した。客車は満員であり、一部の乗客は車掌とともに緩急車に乗って旅行することになった。出発前に乗車券が確認され、乗車券を持っていない人が紛れ込むことを防ぐために、乗車券が確認された客車の扉は鍵がかけられた。

### 臨時列車の分割
当初は、列車は急勾配を10マイル毎時（約16 km/h）で登って行ったが、勾配の頂上の約200ヤード（約183メートル）手前で立ち往生した。ここで列車が後退してしまうのを防ぐために、ブレーキが掛けられた。この列車には貫通ブレーキ（機関士の操作ですべての車両にかけることができるブレーキ）は装備されていたが、直通真空ブレーキによるものであった。これはつまり、ブレーキ管内を真空にすることでブレーキがかかり、空気を入れることで緩むものであった。
これは商務庁の推奨する構成（自動で、かつ貫通ブレーキ）に反するものであった。直通ブレーキでなく自動ブレーキであれば、機関車で生成した真空あるいは圧縮空気をブレーキ管に送ることでブレーキが緩むので、もし連結部分の漏れや列車の分離により真空や圧縮空気が漏れれば、ブレーキが自動的にかかる。2両の緩急車が、うち1両は炭水車の直後に、もう1両は列車の最後尾に連結されていて、いずれも手ブレーキを備えており、車掌が操作していた。これらの手ブレーキもかけられた。
主任助手は列車の乗務員に対して、列車を前後に分割し、まず前半部分を約2マイル（約3.2キロメートル）先のハミルトンズボーンの駅まで進めて、そこに前半部分を残して機関車を戻し、そして後半部分を牽引するという指示を行った。ハミルトンズボーン駅の待避線の長さの制約から、前半の5両編成のみを先に送り出すことになり、後半の10両編成は本線上にそのまま残されることになった。この後半部分が前半部分から切り離されると、後半部分にかかっていた貫通ブレーキは緩解されることになり、勾配に対して編成が後退しないようにブレーキをかけているのは、最後尾の緩急車の手ブレーキのみとなった。
貨物列車の場合こうした状況では、車輪には手歯止めがかけられて転動しないようにされ、そのために貨物列車用の車掌車には手歯止めが装備されていた。貫通ブレーキが備えられた旅客列車用の車掌車には手歯止めの携行義務がなく、今回の臨時列車の場合にも備えていなかった。最後尾の緩急車に乗務していた車掌は、主任助手の指示により手ブレーキをかけると、車両から降りてバラストのかけらを使って車輪に応急の手歯止めを行った。さらに車掌は、次の車両の右側にも同じ手歯止めを行い、左側に回って同じことを行い、そして旗と信号雷管を持って、臨時列車の20分後にアーマーを出発してやってくることになっていた定期列車から防護するために後方へ走っていった。
この列車の連結器はねじ式で、各車両はまず緩い鎖で連結され、次にフックをひっかけて、双方の車両の緩衝器（バッファー）が接触するまで、ターンバックルを巻き上げることで残った隙間をなくしていた。連結を開放するためには、すべての連結器に張力が掛かった状態で列車が停車していたことから、この連結部分にいくらかの余裕を作る必要があった。後半部分への真空ブレーキのブレーキ管が切り離されると、後半部分が下がって最後部の緩急車のブレーキに全重量がかかってしまうことから、前半と後半の間の連結に余裕を作り出すことは難しくなった。連結器開放を支援するため、前半側の緩急車に乗務していた車掌は、6両目、つまり切り離されることになる後半部分のうちのもっとも先頭側の車両の車輪に手歯止めをかけた。ターンバックルを回して緩めることで、後半部分の重量は最後部の緩急車のブレーキにではなく、6両目の手歯止めにかかることになった。6両目以降の連結器には依然として張力がかかったままであり、5両目と6両目の間の連結に余裕を作り出して、フックを外すことができるようにした。

### 後半部分の逸走
連結の開放作業は、前半側の緩急車乗務の車掌によって行われ、機関士は前半部分を前に動かそうと試みた。前半部分はいくらか後戻りし、後半部分の客車に衝撃を与え、この衝撃で後半部分の最初の車両が下に手歯止めとして置かれていた石の上に乗り上げた。後半部分は、連結器に張力が掛かった状態で止まっていたが、これにより最後尾2両だけが後半部分の後退を止めている状態となり、それより前の8両分がこの2両へとのしかかってきた。
8両が2両に後戻りしてくる勢いは、この2両を手歯止め代わりの石に乗り上げさせるに十分であり、石を押しつぶし、最後尾の緩急車の手ブレーキのみが掛かっている状態となった。この手ブレーキの力は10両分の重量に負けて、後半部分の車両は勾配を下り、次第に速度を上げて、急勾配をアーマー駅へ向かって逆行し始めた。
"..私が最後の石を置いたとき、車両が後戻りするのを感じた。私は緩急車へ向かって乗り込み、2人の乗客の助けを借りて手ブレーキをさらにきつく締めようと試み、まだその作業中にエリオットさん（主任助手）が左側のステップに飛び乗ってきて、その（ブレーキハンドルを回す）作業以外でできる最善のことをやれ、と言ってきたが、私はこれ以上できることはないと返した。すると彼は、なんてことだ、みんな死んでしまうと答え、飛び降りてしまった。速度は次第に上がり、やがてあまりに速くて、通り過ぎていく生け垣を見ることもできなくなった" 
乗務員は、前半部分の列車の進行方向を折り返して、後半部分を追跡して再連結しようと試みたが、これは不可能であった。

### 衝突

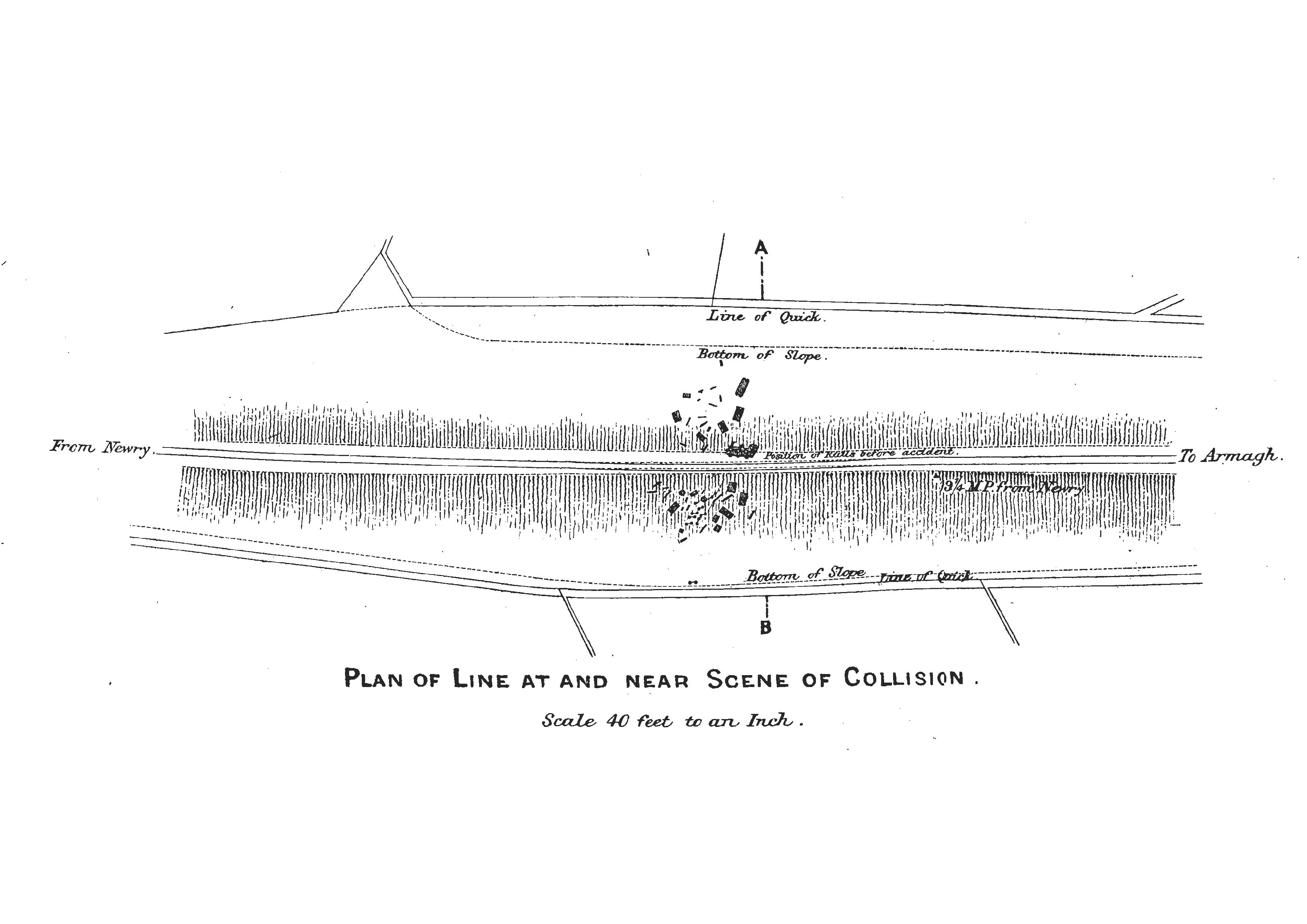
商務庁の調査官が描いた現場の図

当該路線は、閉塞による方式ではなく、時間間隔法で運行されており、アーマー駅では路線が開通していないことを知る術はなかった。遅い列車の後に速い列車を走らせるために必要とされていた20分の時間が経過したため、続行の定期旅客列車がアーマー駅を出発した。機関車は臨時列車のものとほぼ同様の性能を持ったものであったが、臨時列車よりかなり軽い6両編成であったため、勾配を25マイル毎時 (40 km/h) で登って行ったところ、機関士は約500ヤード（約457メートル）先に逸走してきた客車を発見した。ただちに定期列車はブレーキをかけ、衝突の瞬間には5マイル毎時 (8 km/h) まで減速していた。この時点までに、逸走した車両は約1.5マイル（約2.4キロメートル）を走ってきていた。定期列車の機関士は、逸走していた客車の速度が30マイル毎時（48 km/h) に達していたとは思わないと証言したが、商務庁の調査官は衝突時点の速度の妥当な推定は40マイル毎時 (64 km/h) 程度であろうとした。
定期列車の機関車は転覆し、炭水車との連結が切れてしまった。こちらの列車にも直通式の（自動式ではない）貫通真空ブレーキが備えられており、機関車の連結が外れたことでブレーキ力が失われた。列車は2本に分離し、どちらも勾配をアーマーに向かって逆戻りしていった。炭水車と緩急車に備えられていた手ブレーキをかけることで、前半部分と後半部分はどちらも停車し、さらなる事故は避けられた。目撃者は調査官に対して、「炭水車はいくらか損傷していたが、客車はまったく損傷しておらず、炭水車の次の貨車に乗せられていた馬もけがをしていなかったと車掌が話していた」と述べた。
臨時列車の後半部分に乗っていた乗客はそれほど幸運ではなかった。臨時列車の最後の2両は完全に破壊され、3両目の後ろ側はひどく破損した。客車の破片が45フィート（約14メートル）の高さの築堤の上に散らばった。

## 逸走の原因

### 不適切なブレーキの使用
商務庁調査官の事故調査の一環として試算が行われ、事故当該の臨時列車と同等の重量の列車であれば、実際に牽引していた機関車でアーマーの勾配を15マイル毎時 (24 km/h) で牽引できると計算され、これは実際の実験でも確認された。しかし調査官は、路線についてあまり知識のない機関士に対して、仕業に必要なぎりぎりの出力しか持っていないような機関車を割り当てたことを批判した。またさらなる実地試験では、緩急車が1両のみであっても、ブレーキが適切に動作しており、正しくかけられていれば、手歯止めをかけていなくてもアーマーの勾配線上で10両を止めておくことができ、さらに自身の重量に対してだけでなく、目撃者が証言したように、分割された列車の前半部分が後退してきたことによる衝撃と同程度の衝撃を与えても持ちこたえることが示された。したがって、問題はブレーキが不適切であったことであった。
直接の原因は、エリオット氏の指示により臨時列車から9両の客車と1両の緩急車から構成される後半部分を切り離し、前半部分をハミルトンズボーン駅へ向けて出発させる前に、機関士が列車を後退させる必要があったため前半部分が後半部分にいくらかの衝撃を与えた際に、後半部分を留めておく充分なブレーキ力の適用に欠けていたことである。
列車がアーマーを出発する前にはブレーキは適切に動作していたと2人が証言し、事故の残骸の中から発見されたブレーキ装置は良好な動作状態であった。にもかかわらず、ブレーキのかかった車輪は回転し、後半部分は逸走した。このため、車掌が適切にブレーキをかけていなかったか、緩急車に乗り込んでいた乗客によってブレーキがいじられてしまったかであるが、疑わしき点は車掌に有利に解釈されるべきであるとされた。

### 立ち往生した臨時列車への不適切な対応
主な責任は、主任助手のエリオットにあるとされた。彼は、会社の規則を無視するような一連の行動を指示した。これにより、列車を完全に留めておけるだけのブレーキが完全にかかるまで、車掌は緩急車を離れてはならない（これにより後半側の緩急車に対して前半部分が後退しても問題なかったはずであった）、そして車掌がブレーキハンドルのところから離れたら、戻ってくるまでは列車を動かそうとしてはならないという規則が無視された。一方で、若い方の車掌は列車防護のために線路を走って戻っておくべきであったとされた。たとえ何のミスもなかったとしても、定期列車を待ってハミルトンズボーン駅まで臨時列車の後押しをさせることに比べて、何の利点もなかったはずの列車の分割作業を実行させたため、こうした予防措置は取られなかった。
それゆえもしエリオット氏が勾配の頂点近くで臨時列車が停止した場所で待機し、車掌の1人を列車防護に走らせ、その車掌に定期列車の機関士に対して臨時列車を残りわずかな距離だけ後押しするように依頼せよと命じておくだけの慎重さがあったなら、時間を浪費することはまずなかったであろうし、それに加えて、今回の件でそうであったように、より容易な解決方法がある場合ではなく、もっとも例外的な状況においてのみ頼るべきでありながら、無分別にも実行を決断してしまった、細心の注意を要する取り扱いに付き物の危険性も回避できていたであろう。

## その他の批判

### 不適切な機関士と機関車
出発時点の15両編成であっても、当該の臨時列車は、アーマーの勾配区間を15マイル毎時 (24 km/h) で登ることができたはずであった。調査官は、勾配を登ることができなかったのは、経験不足の機関士が機関車の適切な管理を怠ったために違いないと判断した。ダンドーク機関区の責任者は、より経験のある機関士を送らなかったこと、そして機関車の選択について批判された。臨時列車を13両編成にしたとしても、車軸配置2-4-0の機関車には、アーマー以降のさらに厄介な勾配を走る際には、安全な速度を確実に維持するだけの充分な余裕がなかった。15両の臨時列車であれば、定期列車の機関車で後押しをするべきであった。

### 補助機関車の不連結
事故報告書は、臨時列車の機関士が機関車の能力について過剰に自信を持っていたことを批判し、そして彼のより適切な意見がアーマー駅長によって無視されてしまったことを遺憾だとしている。主任助手もまた、定期列車の機関車に後押しをさせるように強く主張しなかったことについてさらに批判されている。駅長に対しては、臨時列車の編成を長くしたことについても、アーマーの勾配を補助機関車なしで行かせようとしたことについても、直接的には批判しなかった。

### 臨時列車
臨時列車の編成に関しても、何点もの批判点が挙げられた。
- 乗客を緩急車に乗車させるべきでなかった：厳格に禁じられるべき慣行
- 客車の扉を鎖錠するべきではなかった：誤った行い
- 列車の重量と路線上の勾配に照らして、緩急車は2両とも列車最後尾に連結するべきであった
- 列車の編成をこれほど長くするべきではなかった。

当該路線のようにきつい勾配のある区間にこのように重い臨時列車を走らせることは、強く控えるべき行いである。約10両程度に抑えておくことが望ましかった。この点は、ニューリー-アーマー線におけるアーマー駅が実際にそうであったように、長い旅客列車を取り扱うためには完全に不適切な駅を出発する列車には、より強く適用される。今回の事例でも、当該の臨時列車は長すぎたため、客車の一部はプラットホームから、それ以外はプラットホーム以外の本線上から旅客を乗せなければならず、入換を繰り返してニューリー-アーマー線へと送り出さねばならなかった。

## 調査の結論
調査は1889年6月21日金曜日に完了し、事故に関係した6人に対して咎めるべき怠慢を見出した。ダンドーク機関区で機関車の選択をした者、列車の乗務員のうち、機関士と2人の車掌、責任を持っていた主任助手のエリオットである。結果として、その次の月曜日に、このうち3人が過失致死の疑いで起訴された。車掌のうち1人は事故で負傷して、おそらくこの時点ではまだ入院中であった。6月22日土曜日に行われた実地試験で、事故当時の機関車は適切に取り扱えばアーマーの勾配を登ることができたと示されたことから、ダンドーク機関区の要員は起訴されなかった。陪審員団は、グレート・ノーザン鉄道のより上層部に対しては、何も責任を見出さなかったとした。エリオットは8月にダブリンで裁判にかけられ、陪審員団は結論で合意できなかった。10月に行された再度の裁判で無罪放免となった。これ以外の被告人に対する訴追は取り下げられた。

## 推奨事項と結果的な法制

### 法制につながる推奨事項
主たる推奨事項は、事故調査の発見結果で表現される。
この酷い惨事は、臨時列車に実際に装備されていた非自動式の貫通ブレーキではなく、自動式の貫通ブレーキが装備されていたなら、十中八九防げていただろう。自動式の貫通ブレーキであれば、列車の分割作業が行われた際に、後半側の車両にブレーキはかかったままであったか、（それ以前にブレーキが緩められていれば）再度ブレーキがかかったはずであり、機関士が列車を再出発させようとした際に前半部分を後退させて衝撃を与えたとしても、後半部分は動かなかったであろう。
もう1点意見を言うべきところとして、普通の列車は車両の分割する部分とバッファーの間に、大きな衝突に対する逃げとなる部分が少ないとしたが、自動ブレーキが装備されていれば、そもそも衝突の恐れはないであろうとした。

商務庁長官が議会で、自動貫通ブレーキの導入を義務付ける法案を提出する意図を述べた際に、この事故に関する報告書が、臨時列車にそうしたもの（自動貫通ブレーキ）が備えられていれば事故は防げたであろうと指摘しており、これ以上この点について私が言うべきことはない、と述べている。

### 法制上の背景
長い間にわたり、商務庁の鉄道検査官は、安全装置の導入に消極的な鉄道会社経営陣に対して、3つの重要な安全装置を推奨してきた。
- 鎖錠 (lock)：転轍機と信号機を連動させ、矛盾した信号機の現示が出ないようにする
- 閉塞 (block)：先行列車がある物理的な区間を出るまで、次の列車がその区間に進入できないようにする距離間隔法、絶対閉塞に基づいた信号システムを導入する
- 制動 (brake)：機関士が適切なブレーキ力を指示できる貫通ブレーキを導入する、技術の発展により導入が容易になるとこの要求はさらに自動（現代の言葉で言えばフェイルセーフ）貫通ブレーキへと拡大され、真空または圧縮空気をブレーキ管に送ることでブレーキが緩み、列車が分割されるなどで真空や圧縮空気が失われると自動的にブレーキがかかることを求めた

商務庁は、可能な限りにおいてこれらを推奨してきたが、1880年にウェニントン・ジャンクション鉄道事故を受けてある検査官は以下のように発言した。
ミッドランド鉄道会社はいまや、自社の旅客列車に貫通ブレーキを取り付けることに忙しいのだと弁護しているが、旅客列車により強力なブレーキが必要であるということは、商務庁からすべての鉄道会社に対して20年も前から言って来ていることである。その必要性を認識し、実際に貫通ブレーキを装備したわずかな鉄道会社を除けば、イギリス中の主要な鉄道会社は、会社に正しいことをさせようとするが、それを強制する法的権限のない商務庁の努力に対して抵抗してきたのであり、今においてさえ、議会に提出された最新の報告によれば、鉄道会社の中には今や一般的にその必要性が認められている装置に対してなにも導入しようとしていないことがわかる。

### 議会での質疑
事故の後、商務庁長官マイケル・ヒックス・ビーチに対する議会での質問により、以下のことが明らかにされた。
- アイルランド全体では、機関車1両と客車6両のみが自動貫通ブレーキを装備している。
- イングランドでは、客車のうち18パーセントには貫通ブレーキがなく、さらに22パーセントは非自動式のブレーキを装備している。
- スコットランドでは、客車のうち40パーセントが貫通ブレーキを装備していない[13]。

さらに、アイルランドのグレート・ノーザン鉄道について言えば、
- 1988年3月の時点で、機関士と機関助士が合わせて208名いるが、1日14時間働いた回数は693回にのぼり、このうち2回は18時間以上働いていた[14][注 10]。
- 運営している518マイルに及ぶ鉄道路線のうち、閉塞方式で運用されているのは23マイルのみであった[15]。
- 商務庁の推奨事項を満たすブレーキを装備している機関車・客車は1両も存在しなかった[15]。

さらに、
 チャニング（ノーサンプトンシャー選出）：商務庁長官にお伺いします。アイルランドのグレート・ノーザン鉄道において、1本の列車を分割した部分同士の間で起きた酷い事故に対する報告で、ハッチンソン将軍が会社に対して11年前に、列車分離が起きた際に客車が動かなくなるので、自動式のブレーキが導入されていれば、こうした衝突は起きていなかったと指摘したかどうか、そして当時、会社の社長がハッチンソン将軍に対して、今回の事故の原因となった直通式の真空ブレーキが当該路線において単に実験的にのみ試されただけであると報告したかどうか、そして会社としては最終的にどのブレーキを採用するかの結論に至っていなかったことを報告したかどうか、そしてこの商務庁の推奨にもかかわらず、1878年にハッチンソン将軍が指摘した欠陥があるにもかかわらず、この直通真空ブレーキがそれ以来グレート・ノーザン鉄道線で使われ続け、そしてアーマー近郊で最近起きた大事故においても同じブレーキが使われていたかどうかを教えていただきたい。

ヒックス・ビーチ：質問において述べられた通りでございます。

### 新たな法制
政府が公約していた法案を通すためには議会の審議時間が不足していたこともあり、政府としてはさらに議論を呼ぶような法案を提出しないと約束した。法案が書かれて提出されたが、それに含まれる条件（特に、入換作業に従事する者が貨車の間に入り込まなくても安全に連結を開放できるような特定の連結器の改良を求める点）が議論を呼び、法案のうち特に異論のない部分の成立まで危険にさらす恐れがあると判明したため、撤回された。この理由で、鉄道職員の労働時間と入換作業の危険性への関心に同情的な自由党の代議士が、法案が充分な規制を行わないことに失望を表明した。一方で、ジョン・ブランナー議員は第二読会において、詳細で規範的な規制に対する古典的な議論を持ち出した。
もし政府が鉄道旅客と従業員の命を守ろうとする際に、どのような客車を使い、どのような連結器やブレーキを装備するのが鉄道会社にとって適切であるかを決定するとしたら、これはとても重大なことである。私としては、長い目で見れば、こうした事項に関しては、それをもっともよく知っている人間の手に任せておいた方が、旅客と職員の命をより安全にするという意見である。私は、鉄道会社の経営者に対して、一般大衆と鉄道職員の安全の双方を考慮せざるを得なくなるように、この議会やメディアを通じて大衆の意見の圧力を加えることに心から賛同する。しかしこの件に関して、過去にも繰り返し行われてきたように、鉄道で使われるべき装置の正確な形態を決定する権限を政府の役人に与えたならば、大衆や鉄道職員の安全性を維持できなくなるであろう。
こうした反対にもかかわらず、アーマーの事故から2か月と経たないうちに、議会は1889年鉄道規制法を制定し、自動貫通ブレーキを旅客鉄道に適用すること、閉塞方式の導入、分岐器と信号機の連動といった事項の規制をする権限を商務庁に対して与えた。これは、イギリスの鉄道安全に関する現代の始まりであるとされている。
1889年のすさまじい事故が原因で、2つの点で特徴的な新しい規制の法律を制定することになった。第一に、議会はこの法律を記録的な速度で通過させた。事故は6月12日に起きた。この法律は8月30日に発効した。第二に、この法律によってついに政府は、鉄道会社の運営に対する規制を行うことを受け入れ、すべての旅客列車運行路線に対して閉塞方式の導入と、旅客列車に対して即座にブレーキをかけることができる貫通ブレーキを装備することを義務付け、商務庁に対して導入作業の完了期限を定める権限を与えた。

渋々ながら、鉄道会社はこの法律の規定に従った。鉄道会社が法の規定を満たしてすぐに、イギリスにおいてブレーキが不適切であるために起きた重大事故はなくなった。これは19世紀において、イギリスの鉄道の運営に政府が直接介入したもっとも印象的な例であり、良い結果をもたらしたことが完全に示された。